# غرانت دويل (تنس)
غرانت دويل (بالإنجليزية: Grant Doyle)‏ مواليد 9 يناير 1974 في سيدني، هو لاعب كرة مضرب أسترالي سابق بدأ مسيرته كمحترف سنة 1990 وكان يلعب باليد اليمنى. أعلى تصنيف له في الفردي كان المركز الـ 173 في سنة 1997. أعلى تصنيف له في الزوجي كان المركز الـ 165 في سنة 1994.

## النهائيات

### الزوجي: (4)
| الرقم | السنة | الدورة                      | الأرضية | الشريك       | المنافس في النهائي           | النتيجة في النهائي |
| ----- | ----- | --------------------------- | ------- | ------------ | ---------------------------- | ------------------ |
| 1.    | 1994  | بوخوم، ألمانيا              | ترابية  | مايكل تيبوت  | أندرو فلوران ألكسندر كيتينوف | 4–6, 7–6, 7–6      |
| 2.    | 1994  | سينسيناتي، الولايات المتحدة | صلبة    | بول كيلدري   | بريان جيتكو كيفن أولييت      | 6–3, 6–4           |
| 3.    | 1997  | جرانبي، كندا                | صلبة    | مارك ميركلين | إيال إيرليخ لورنزو مانتا     | 7–5, 6–3           |
| 4.    | 1997  | إدنبرة، المملكة المتحدة     | ترابية  | واين آرثرز   | كريس هاجارد جيمي هولمز       | 4–6, 6–2, 6–2      |

## روابط خارجية
- غرانت دويل على موقع رابطة محترفي التنس (الإنجليزية)
- غرانت دويل على موقع الاتحاد الدولي لكرة المضرب (الإنجليزية)
- غرانت دويل على موقع خلاصة التنس.كوم (الإنجليزية)